# ミラノの奇蹟
『ミラノの奇蹟』（ミラノのきせき、イタリア語: Miracolo a Milano）は、1951年にイタリアで公開された映画。監督はヴィットリオ・デ・シーカ。脚本のチェーザレ・ザヴァッティーニが執筆した小説を基にしたファンタジー映画で、ネオリアリズムを寓話として描いている。
第4回カンヌ国際映画祭にてパルム・ドールを受賞。また、本作のラストは後にスティーブン・スピルバーグ監督作『E.T.』にも影響を与えた。

## あらすじ
捨て子だったトトは、老婦人のロロッタに拾われ可愛がられる。だが、ロロッタの死により養護施設に入る。
月日が経ち、立派な青年となったトトは、自分の鞄を盗んだ男に同情して鞄を渡し、代わりに一晩泊めてもらうことになる。その男が住むのはどこかの私有地の一角のみすぼらしい工作物。しかし、大風で一帯の同じような「家」が壊れたことから、仲間と共同で大規模な整備を行い、同様に貧しい人々に住まわせる。
ある日、地主が新しい買い手とともにやって来る。いったんは地主たちを追い払った住民たち。その後その土地で石油が湧き上がると、とあるいさかいで仲間外れがちになっていた男がこっそり地主にそのことを告げにいく。主人公は、老婦人の亡霊に貰った魔法の羽でどんな願いでも叶える力を得ており、地主たちの明け渡しに対抗する。

## キャスト
- トト: フランチェスコ・ゴリザーノ（イタリア語版）（吹替: 仲村秀生）
- ロロッタ: エンマ・グラマティカ（イタリア語版）（吹替: 木下ゆず子）
- ラッピ: パオロ・ストッパ（イタリア語版）（吹替: 西田昭市）
- モッビ: グリエルモ・バルナーボ（イタリア語版）
- エドウィジェ: ブルネラ・ボーヴォ（イタリア語版）

※日本語吹替 - テレビ版・初回放送1963年5月30日『テレビ名画座』
吹替は上記の他、1991年4月27日に『ウィークエンドシアター』で放送されたテレビ朝日版も存在する。

## スタッフ
- 監督・製作：ヴィットリオ・デ・シーカ

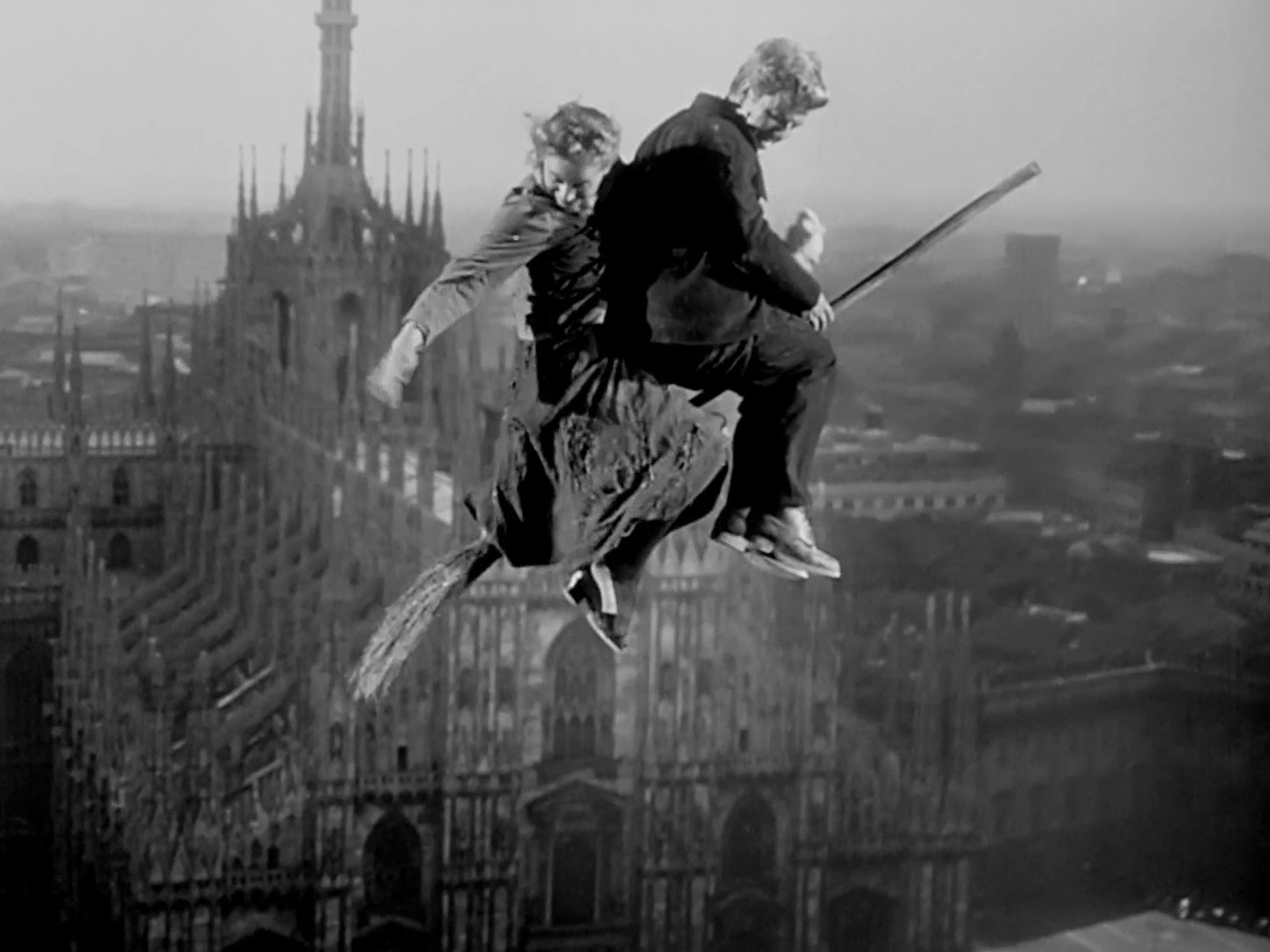
ラストシーン。箒で街を脱出。

- 原作：チェーザレ・ザヴァッティーニ『Totò il Buono（善人トト）』
- 脚本: チェーザレ・ザヴァッティーニ、ヴィットリオ・デ・シーカ、スーゾ・チェッキ・ダミーコ、マリオ・キアーリ（イタリア語版）、アドルフォ・フランチ（イタリア語版）
- 撮影: G・R・アルド（イタリア語版）
- 編集: エラルド・ダ・ローマ（イタリア語版）
- 美術: グイド・フィオリーニ（イタリア語版）
- 衣装: マリオ・キアーリ
- 特殊効果: ネッド・マン
- 音楽: アレッサンドロ・チコニーニ

## 受賞
- 第4回カンヌ国際映画祭（1951年）パルム・ドール[1]
- ナショナル・ボード・オブ・レビュー（1951年）外国語映画賞